# لاسلو نادی
لاسلو نادی (مجاری: László Nagy؛ ۱۳ اوت ۱۹۲۷ – ۱۹ آوریل ۲۰۰۵) اسکیت‌باز نمایشی، و پزشک اهل مجارستان بود.